# 1526

## Esdeveniments
Països Catalans
La revolta de l'Espadà fou una insurrecció protagonitzada pels moriscos a la serra d'Espadà entre els mesos de març i de setembre de l'any 1526. D'entre els motius que la provocaren, hi destaquen el bateig forçat de la població musulmana durant les Germanies i la validesa que a eixe sagrament li donà l'Església després del conflicte, els plans d'unificació religiosa de la Monarquia Hispànica o l'ordre d'expulsió decretat per Carles I de tots els moriscos que continuaren fidels a l'islam.
Resta del món
- Pau a Madrid entre França i Espanya.
- Els espanyols conquereixen Milà.
- Hongria queda absorbia per l'Imperi Otomà.

## Naixements
Països Catalans
Resta del món

## Necrològiques
Països Catalans
Resta del món
- 4 d'agost - Oceà Pacífic: Juan Sebastián Elcano, navegant basc.
- Diego Colón Moniz.